# ميشيل لوبيز نونيز
ميشيل لوبيز نونيز (مواليد 5 نوفمبر 1976) هو ملاكم كوبي، مثّل بلاده في الألعاب الأولمبية الصيفية 2004 وحقق الميدالية البرونزية في فئة الوزن الثقيل السوبر.

## روابط خارجية
ميشيل لوبيز نونيز على موقع أوليمبيديا (الإنجليزية)